# Soest (Pays-Bas)
Pour les articles homonymes, voir Soest.
Soest (prononcé en néerlandais : [sust] ) est une commune et un village néerlandais, situé dans la province d'Utrecht. Au 1er janvier 2024, la commune compte 47 685 habitants. Outre le village éponyme, elle couvre les villages environnants de Soestduinen et Soesterberg.
Le village de Soesterberg accueille le musée national militaire néerlandais (NMM), au bord de l'ancienne base aérienne de Soesterberg.

## Transports
La commune est desservie par trois gares régionales sur la ligne ferroviaire de Baarn à Den Dolder : Soestdijk, Soest et Soest Zuid (Soest-Sud). Elle est également desservie par l'autoroute A28 à hauteur de Soesterberg.

## Galerie

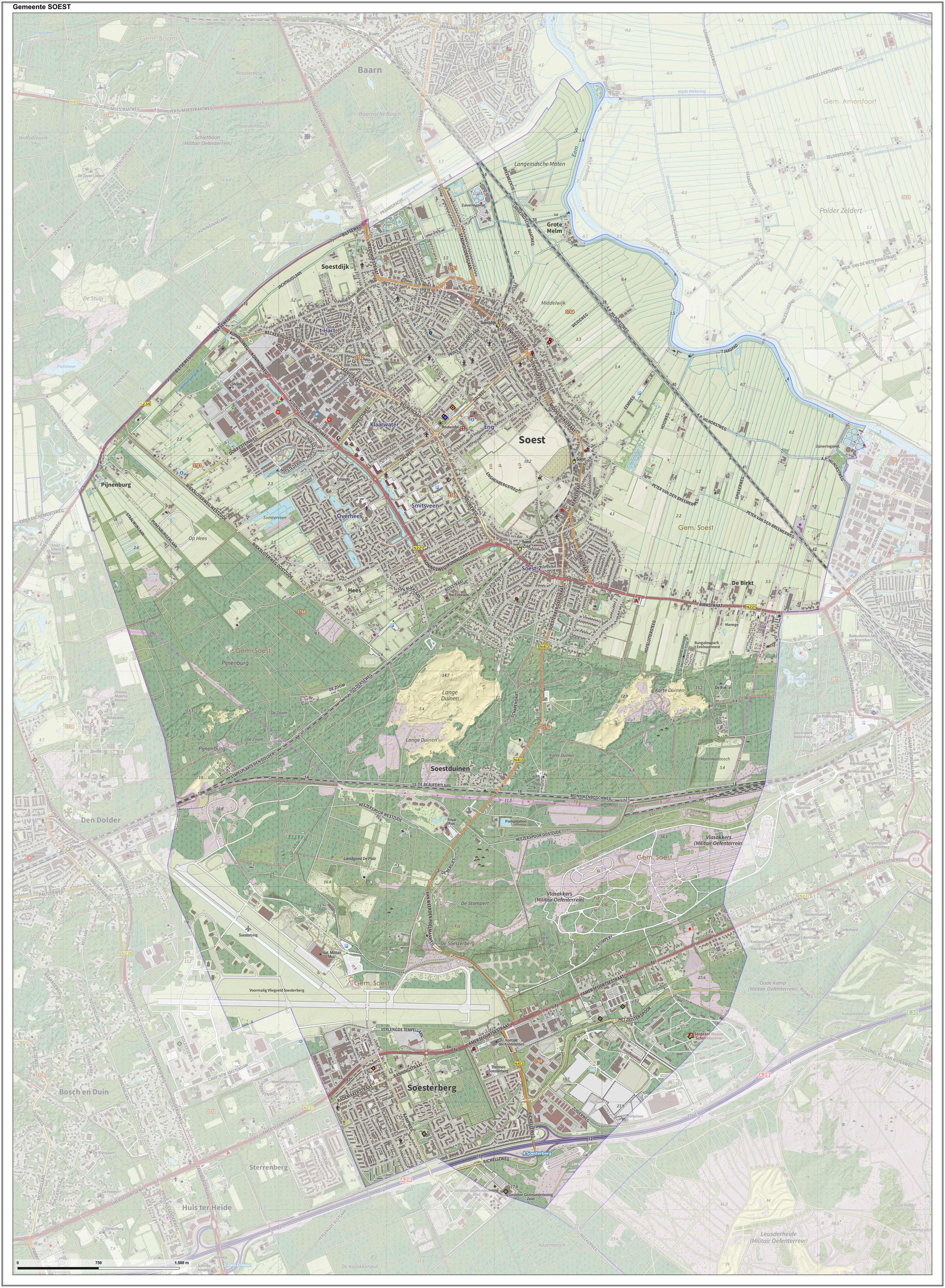
Carte topographique de la commune.
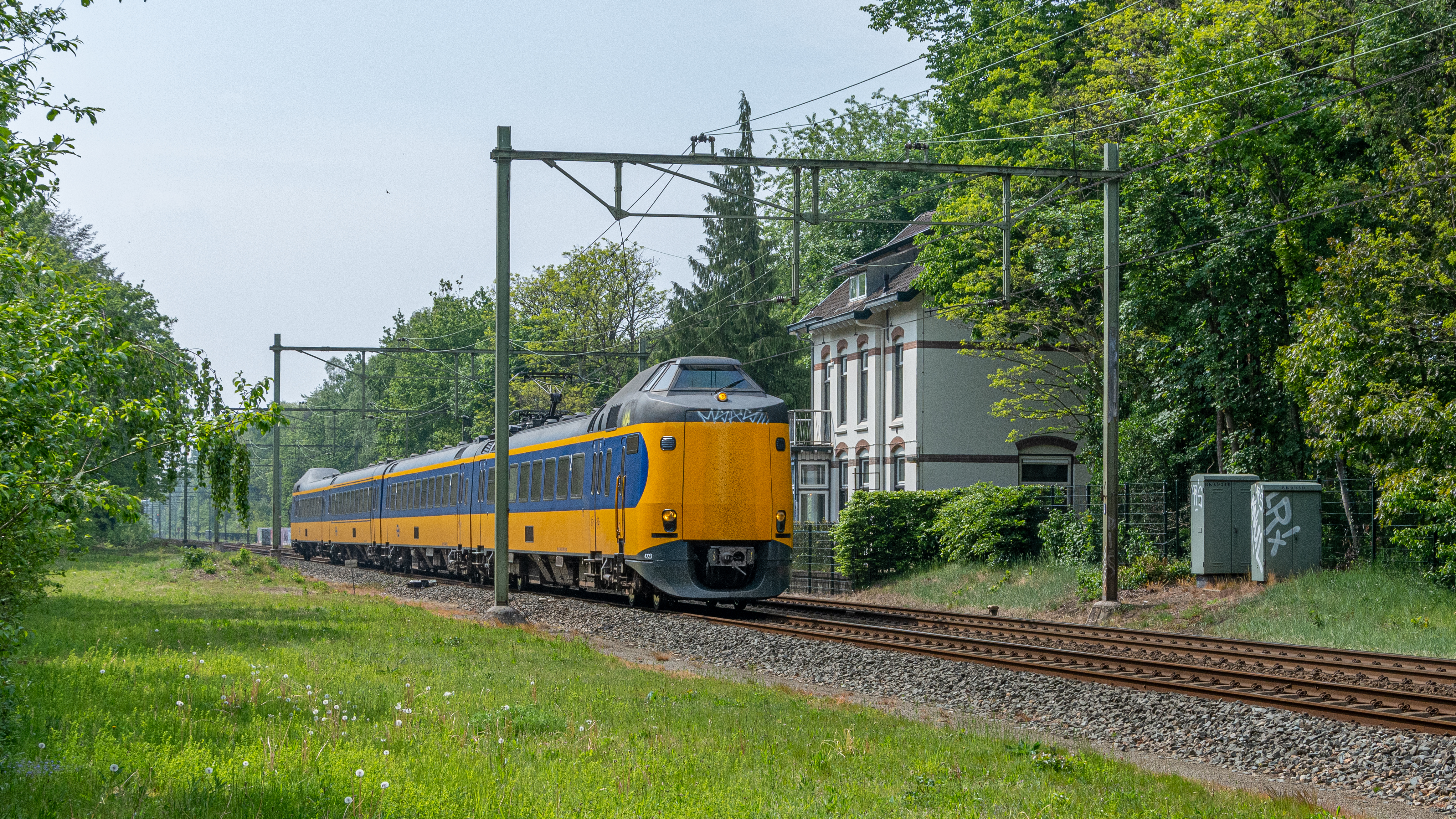
Service national passant l'ancienne gare de Soestduinen sur la ligne d'Utrecht à Kampen.
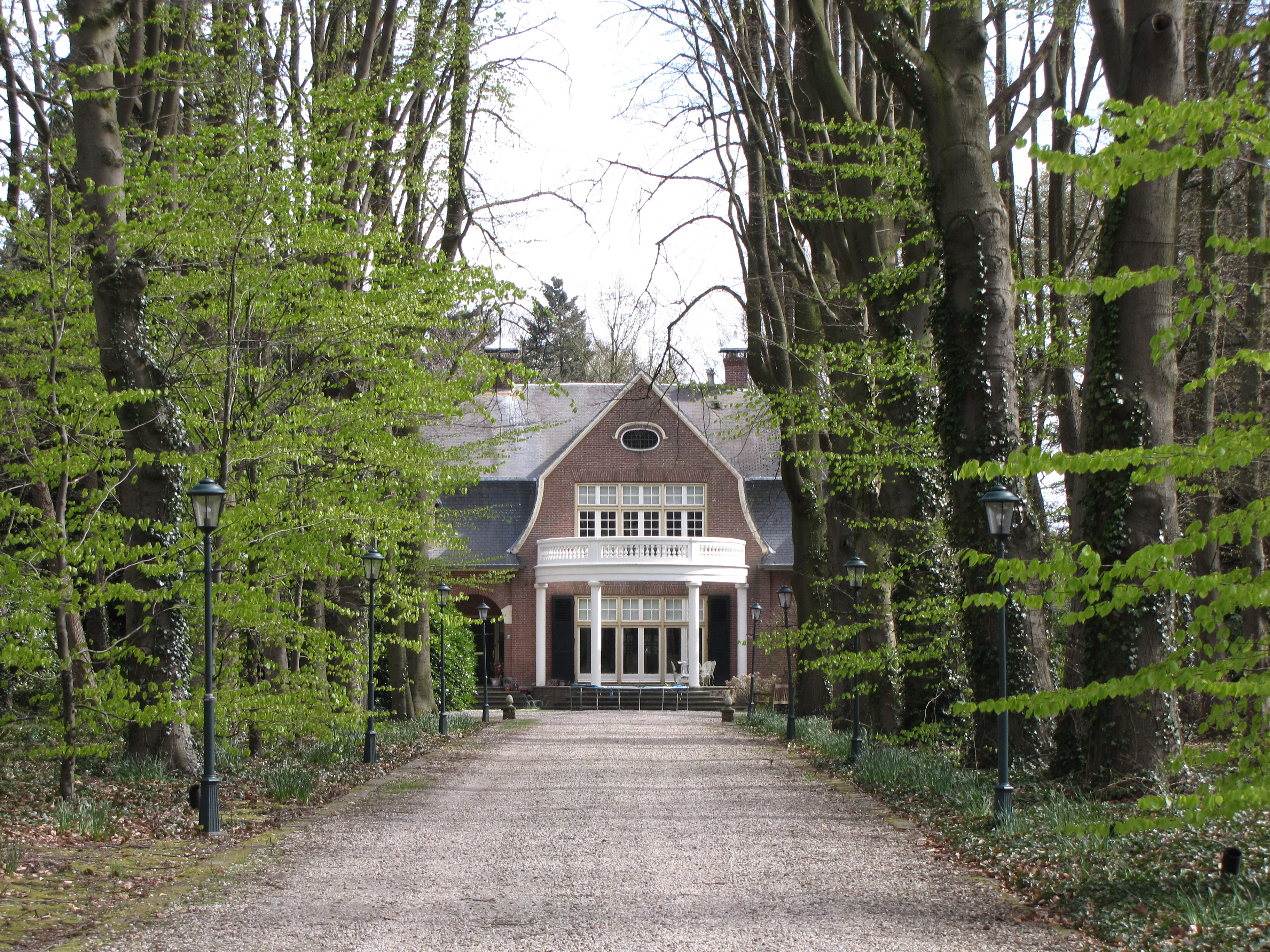
Le domaine d'Egghermonde à Soesterberg.

## Personnalités nées à Soest
- Gerard Wantenaar (1886-1951), missionnaire et évêque au Congo belge ;
- Peter Kooy (né en 1954), chanteur soliste (voix de basse) spécialisé dans la musique baroque.